# My Boss's Daughter
My Boss's Daughter, is een romantische komedie uit 2003, met in de hoofdrollen Ashton Kutcher en Tara Reid. De film werd geregisseerd door David Zucker, gebaseerd op het verhaal van David Dorfman.

## Verhaal
Tom Stansfield (Kutcher) is een onderzoeker en heeft een erg intimiderende baas (Terence Stamp). Tom heeft een oogje op de dochter van de baas, Lisa Taylor (Reid), die erg wordt gecontroleerd door haar vader. Ze vraagt Tom naar haar huis te komen, waardoor Tom denkt dat ze wel in hem geïnteresseerd is. Wanneer hij aankomt, blijkt al gauw dat Lisa hem alleen gevraagd heeft zodat hij het huis in de gaten kan houden, zodat zij naar een feestje toe kan gaan. Het lijkt niet zo'n moeilijke opgave, maar al gauw wordt het tegendeel bewezen.

## Rolverdeling
| Acteur         | Personage      |
| -------------- | -------------- |
| Ashton Kutcher | Tom Stansfield |
| Tara Reid      | Lisa Taylor    |
| Jeffrey Tambor | Ken            |
| Andy Richter   | Red Taylor     |
| Michael Madsen | T.J.           |
| Carmen Electra | Tina           |
| Terence Stamp  | Jack Taylor    |
| Jon Abrahams   | Paul           |